# Melenki
Melenki (russisch Меленки) ist eine Stadt in der Oblast Wladimir (Russland) mit 15.206 Einwohnern (Stand 14. Oktober 2010).

## Geografie
Die Stadt liegt im Ostteil der Meschtschoraniederung etwa 150 km südöstlich der Oblasthauptstadt Wladimir am Oberlauf der Unscha, eines linken Nebenflusses der in die Wolga mündenden Oka.
Melenki ist Verwaltungszentrum des gleichnamigen Rajons.

## Geschichte
Melenki entstand am Anfang des 18. Jahrhunderts als Dorf im Besitz des Russischen Zarenhofes. Die Benennung erfolgte nach dem Flüsschen Melenka, offenbar abgeleitet vom russischen Wort melniza für Mühle (siehe auch Stadtwappen).
1778 erhielt der Ort das Stadtrecht.

### Bevölkerungsentwicklung
| Jahr | Einwohner |
| ---- | --------- |
| 1784 | 1.511     |
| 1897 | 8.909     |
| 1939 | 15.640    |
| 1959 | 17.462    |
| 1970 | 18.545    |
| 1979 | 18.080    |
| 1989 | 18.340    |
| 2002 | 16.344    |
| 2010 | 15.206    |

Anmerkung: ab 1897 Volkszählungsdaten

## Kultur und Sehenswürdigkeiten
In der Stadt ist ein Glockenturm von 1878 erhalten.

## Wirtschaft und Infrastruktur
In Melenki gibt es Betriebe der Textil- und Leichtindustrie, des Maschinenbaus sowie der Lebensmittelindustrie und Baumaterialienwirtschaft.
Die Stadt ist Endpunkt einer gut 20 Kilometer langen Eisenbahnstrecke (nur Güterverkehr), die in Butylizy von der Strecke Moskau–Arsamas–Kasan abzweigt. Durch Melenki führt auch die Straße R125 Kassimow–Murom–Pawlowo–Nischni Nowgorod.

## Söhne und Töchter der Stadt
- Wladimir Jakunin (* 1948), Politiker, Präsident der Russischen Eisenbahngesellschaft
- Nikolai Kamanin (1909–1982), Pilot und Held der Sowjetunion
- Pawel Lebedew-Poljanski (1882–1948), Literaturkritiker
- Olga Rosanowa (1886–1918), avantgardistische Malerin, Kunsttheoretikerin und Lyrikerin